# الحائط الأخير
الحائط الأخير فيلم سعودي عماني عرض في عام 2015 من تأليف إبراهيم النعمي وإخراج ناصر الخميساني من إنتاج قمرة للإنتاج الفني التي يملكها المخرج العماني ناصر الخميساني.

## قصة الفيلم
المعاملة السيئة للخدم في المنازل ماذا ينتج عنها من سلبيات مترتبه على العائلة؟ .. هنا نشاهد ببساطة «حمد» وأبنائه الصغار «خليفة» و «نجاح» والخادمة «ميري» يجتمعون في منزلٍ واحد ويعاملون الخادمة «ميري» بكل جفاف وقسوة حتى تقرر الخادمة ان تعمل السحر للعائلة قبل الذهاب إلى بلدها انتقاماً منهم، والرسالة ان الخدم الوافدين من الخارج يحتاجون للمعاملة الحسنة والراقية كي يقدموا لنا مافي وسعهم والعكس صحيح.